# متلازمة شعرية كبدية معوية
المتلازمة الشعرية الكبدية المعوية، المعروفة أيضًا باسم الإسهال المتلازمي أو الظاهري، هي اضطراب خلقي نادر للغاية يتميز بحدوث إسهال معند لدى الرضع بالإضافة إلى تحدد النمو داخل الرحم وتشوهات في الشعر والوجه. يعاني الكثيرون من هؤلاء المرضى أيضًا من أمراض الكبد واضطرابات في جهاز المناعة. يؤدي سوء الامتصاص المرافق إلى سوء التغذية وفشل النمو.
يُعتقد أنه اضطراب جيني ذو نمط وراثي جسمي متنحٍ، رغم عدم العثور على الجينات المسؤولة وبقاء السبب الدقيق غير معروف. يعد المآل سيئًا. يموت العديد من المرضى قبل سن الخامسة (جراء الالتهابات أو تشمع الكبد غالبًا)، رغم أن معظم المرضى في الوقت الحاضر قد يعيشوا لفترة أطول بفضل التغذية الوريدية (التغذية بالحقن).

## الأعراض
تعد المتلازمة الشعرية الكبدية المعوية نمطً محددًا من حالات الإسهال المعند في الطفولة، وغالبًا ما تظهر في الشهر الأول من العمر. عادةً ما يولد هؤلاء الأطفال صغارًا بالنسبة لأعمارهم ويستمر فشل النمو لديهم، وعادةً ما يكون قصر القامة نهائيًا. تشمل السمات النموذجية للوجه بروز الجبهة والخدين وزيادة عرض جذر الأنف وتباعد العيون (فرط التباعد). يكون شعرهم شبيهًا بالصوف، ويكون سهل الإزالة وقليل الاصطباغ. يتظاهر مرض الكبد بشكل رئيسي بتشمع الكبد أو تليفه، وقد يكشف التلوين عن نسبة عالية من الحديد في خلايا الكبد (بما يتوافق مع داء ترسب الأصبغة الدموية). أظهر معظم المرضى الخاضعين للتقييم درجة معينة من انخفاض الذكاء.

## التشخيص

### ملامح الوجه
تشمل ملامح الوجه النموذجية أذنين منخفضتي الوضع وعيون بارزة مترافقة مع فرط تباعد وأنف مسطح عريض وجبهة بارزة وفم كبير.

### الكبد
قد يحدث تليف مع تكاثر خلايا قناة الصفراء، ووجود عرضي لخلايا عملاقة وعقيدات برنشيمية متجددة. يعد السحار الحديدي شائعًا أيضًا.

### الأمعاء الدقيقة
يُظهر الفحص المجهري لخزعة من الأمعاء الدقيقة لهؤلاء المرضى ضمور زغبي مع ارتشاح منخفض أو معدوم للخلايا أحادية النواة في الصفيحة المخصوصة دون تشوهات ظهارية محددة. لا تفسر درجة الضمور الزغبي شدة الإسهال. 

### الشعر
يُظهر التحليل المجهري للشعر شعرات ملتوية ذات أحجام غير متساوية وأشكال مختلفة (شعر ملتو أو شعرات متفاوتة في الشكل والحجم)، وفواصل طولية تقع في العقد (تقصف الشعر). قد يكشف الفحص المجهري الإلكتروني الماسح عن تبرعم الشعر (تفتت الشعر). قد يكشف التحليل البيوكيميائي عن هشاشة الشعر الناتجة عن نقص الكبريت (الحثل الكبريتي الشعري؛ إذ اتضح أن الروابط ثنائية الكبريتيد تحدد درجة تموج الشعر).

### الصفيحات
قد تتضخم الصفيحات الدموية. يحدث خلل في النظام القنيوي المتصل بسطح الغشاء بأنابيب بارزة وحويصلات غشائية صغيرة. قد تغيب حبيبات ألفا من الصفائح الدموية. رغم هذه الاضطرابات، لا يوجد ميل متزايد للنزف في هذه المتلازمة.

### مظاهر أخرى
يعاني أكثر من 90% من المرضى من اضطرابات في جهاز المناعة. أُبلغ عن انخفاض مستويات الغلوبيولين المناعي وخلل في إنتاج الأجسام المضادة بعد إعطاء اللقاحات وفرط الغلوبيولين المناعي أ أحادي النسيلة وانخفاض عدد الخلايا اللمفاوية. في هذه الحالات، قد يحتاج بعض المرضى إلى مكملات حاوية على الغلوبيولين المناعي.

## العلاج
لا يوجد علاج محدد لهذه المتلازمة. يحتاج الأطفال المصابون عادةً إلى التغذية الكاملة بالحقن باستخدام قسطر وريدي مركزي. مع ذلك، يجب تجنب تفاقم تلف الكبد إن أمكن. يُحتمل أن يستمر الإسهال رغم توقف مرور الطعام عبر الجهاز الهضمي. يمكن تدبيره لاحقًا باستخدام أنبوب التغذية، وقد يُفطم بعض المرضى عن الدعم الغذائي خلال فترة المراهقة.